# Portland Trail Blazers 2010-2011
La stagione 2010-11 dei Portland Trail Blazers fu la 41ª nella NBA per la franchigia.
I Portland Trail Blazers arrivarono terzi nella Northwest Division della Western Conference con un record di 48-34. Nei play-off persero al primo turno con i Dallas Mavericks (4-2).

## Roster
| N° | Naz.                     | Ruolo | Sportivo          | Anno | Alt. | Peso |
| -- | ------------------------ | ----- | ----------------- | ---- | ---- | ---- |
| 1  | Stati Uniti (bandiera)   | G     | Armon Johnson     | 1989 | 191  | 88   |
| 2  | Stati Uniti (bandiera)   | G     | Wesley Matthews   | 1986 | 196  | 100  |
| 3  | Stati Uniti (bandiera)   | A     | Gerald Wallace    | 1982 | 201  | 98   |
| 4  | Nuova Zelanda (bandiera) | AC    | Sean Marks        | 1975 | 208  | 113  |
| 5  | Spagna (bandiera)        | G     | Rudy Fernández    | 1985 | 198  | 84   |
| 7  | Stati Uniti (bandiera)   | G     | Brandon Roy       | 1984 | 198  | 98   |
| 8  | Australia (bandiera)     | G     | Patty Mills       | 1988 | 183  | 84   |
| 10 | Stati Uniti (bandiera)   | C     | Joel Przybilla    | 1979 | 216  | 116  |
| 11 | Stati Uniti (bandiera)   | A     | Luke Babbitt      | 1989 | 206  | 102  |
| 12 | Stati Uniti (bandiera)   | A     | LaMarcus Aldridge | 1985 | 211  | 109  |
| 17 | Stati Uniti (bandiera)   | C     | Chris Johnson     | 1985 | 211  | 95   |
| 21 | Argentina (bandiera)     | AC    | Fabricio Oberto   | 1975 | 208  | 111  |
| 23 | Stati Uniti (bandiera)   | AC    | Marcus Camby      | 1974 | 211  | 100  |
| 24 | Stati Uniti (bandiera)   | G     | Andre Miller      | 1976 | 188  | 91   |
| 31 | Stati Uniti (bandiera)   | C     | Jarron Collins    | 1978 | 211  | 116  |
| 33 | Stati Uniti (bandiera)   | A     | Dante Cunningham  | 1987 | 203  | 104  |
| 40 | Stati Uniti (bandiera)   | C     | Earl Barron       | 1981 | 213  | 111  |
| 88 | Francia (bandiera)       | A     | Nicolas Batum     | 1988 | 203  | 91   |

## Staff tecnico
- Allenatore: Nate McMillan
- Vice-allenatori: Bernie Bickerstaff, Bob Ociepka, Buck Williams, Bill Bayno, Kaleb Canales
- Vice-allenatore per lo sviluppo dei giocatori: Hersey Hawkins
- Preparatore fisico: Bob Medina
- Preparatore atletico: Jay Jensen
- Assistente preparatore: Geoff Clark